# Leese
Leese er en kommune med godt 1.650 indbyggere (2012) beliggende syd for Nienburg mod sydøst i Landkreis Nienburg/Weser i den tyske delstat Niedersachsen.

## Geografi
Leese er en del af samtgemeinde Mittelweser og ligger lige øst for samtgemeindens administrationsby Stolzenau, på østsiden af floden Weser, i et marsk- og gestlandskab.